# Hawker Tempest
O Hawker Tempest foi um caça britânico usado pela Força Aérea Real (RAF) durante a Segunda Guerra Mundial. O Tempest foi uma versão melhorada do Hawker Typhoon, onde se pretendia que a aeronave atendesse aos problemas que o Typhoon apresentava. Depois de entrar em serviço operacional, provou ser um dos mais poderosos caças da guerra.

## Variantes
| Variante                   | Característica | Qtd. produzida                |
| -------------------------- | --- | ----------------------------- |
| Typhoon Mk II              | Designação original do Hawker Tempest | N/D                           |
| Tempest Mk I               | Equipado com motor Napier Sabre IV com refrigeradores a óleo e radiadores nas asas para reduzir o arrasto | 1                             |
| Tempest F II Tempest FB II | F II caça monoposto motorizado por um Bristol Centaurus radial a pistão, 402 produzidos pela Hawker e mais 50 pela Bristol Aeroplane Company FB II caça-bombardeiro com pilones sob as asas para bombas e foguetes                                                                                                  | 452                           |
| Tempest Mk III             | Protótipo equipado com motor a pistão Rolls-Royce Griffon | 1                             |
| Tempest Mk IV              | O protótipo Mk III re-equipado com um motor a pistão Rolls-Royce Griffon 61 | 1; conversão do modelo Mk III |
| Tempest Mk V               | Primeiras 100 unidades equipadas com canhões Hispano Mark II de 20 mm (0,787 in) e mesmos componentes do Typhoon. Da metade ao final da produção 701 unidades foram equipadas com canhões Hispano Mark V e outras melhorias de produção Tempest TT Mk V – conversões de alguns Mk V para servir como alvo de testes | 801                           |
| Tempest F Mk VI            | Caça monoposto para a RAF com motor Sabre V de 2 340 hp (1 740 kW) | 142                           |

## Operadores
- Canadá – Um modelo Mk V adquirido no pós-guerra para testes.[nota 6]
- Índia
- Nova Zelândia
- Paquistão
- Reino Unido